# Женске студије (часопис)
Женске студије су часопис за феминистичку теорију. Излазио је од 1995. до 2002. године три пута годишње и укупно је објављено 15 бројева. Покренут као интегрални део пројекта делатности Центра за женске студије у Београду, са идејом популаризације феминистичке теорије у региону. Тематски је покривао различите теме које се тичу женског покрета, феминизма, рода и пола и др. После гашења часописа покренут је часопис Генеро, који практично представља наставак Женских студија.
Часопис је доступан у електронском облику.

## Концепт часописа
Часопис Женске студије покренут као интегрални део пројекта делатности Центра за женске студије у Београду. Тематски је покривао различите области, пре свега историју и теорију женског покрета, различите струје у феминистичкој теорији, социологију и антропологију пола/рода, правну проблематику, књижевну теорију, али и општу теорију културе и проблематику других уметничких дисциплина. Појавио се у тренутку када су феминистичке идеје на различите начине присутне на јавној сцени. У Београду су већ неколико година постојалее значајне алтернативне женске групе и читава мрежа женских иницијатива, чији део представља и Центар за женске студије. Нови часопис прикључио се већ постојећој феминистички оријентисаној издавачкој продукцији.
Женске студије и данас представљају важан извор за студенткиње и студенте, као и за истраживаче и истраживачице у областима феминистичке теорије, континенталне филозофије и теорија уметности и књижевности. Центар је објавио 15 бројева Женских студија. На веб страници Центра налази се 13 бројева Женских студија, који се могу бесплатно преузети.

## Уредништво
Од оснивања до 10. броја главна и одговорна уредница била је Јасмина Лукић, а од броја 11/12 иѕ 2000. године до краја излажења Бранка Арсић.